# 4573 Piešťany
4573 Piešťany este un asteroid din centura principală, descoperit pe 5 octombrie 1986, de Milan Antal.